# Heinrich Lödel

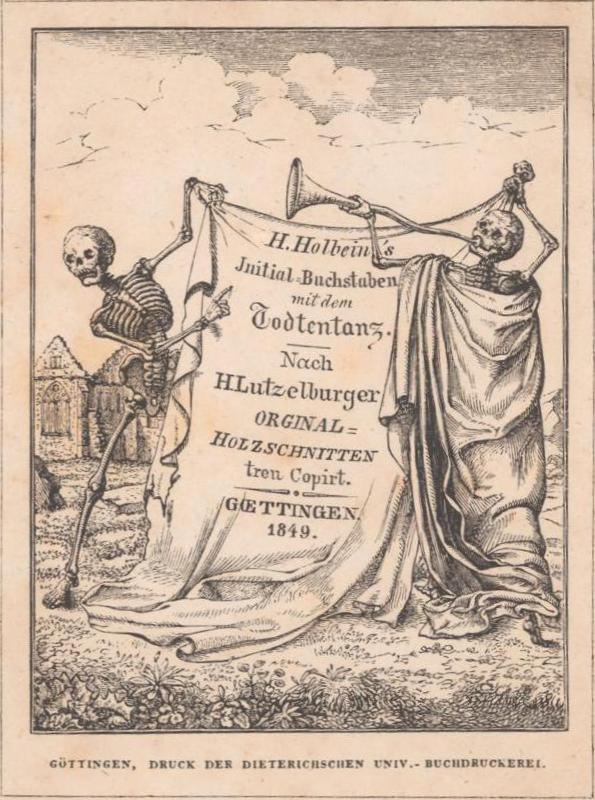
Initial-Buchstaben
mit dem Todtentanz

Heinrich Burkhart Lödel (* 16. Dezember 1798 in Hameln; † 23. November 1861 in Göttingen) war ein deutscher Holzschneider und Kupferstecher.

## Leben
Über seine Lehrjahre gibt es keine Angaben. Er ließ sich 1819 in Göttingen nieder, wo er als Kupferstecher an der Universität tätig war. Er beschäftigte sich meist mit dem Kopieren von Vorlagen anderer Künstler auf Holzschnitt und Kupferstich. So entstanden u. a. Kopien von „Der Christabend“ nach Heinrich Maria von Hess, „Die Nymphen der Donau“ nach Julius Schnorr von Carolsfeld und „Die letzte Ölung“ nach Anton Seitz.
Er illustrierte das Werk von Atanazy Raczyński „Histoire de l’art moderne en Allemagne“ (Renouard, Paris 1836–1841, 2 Bde.), das auch in deutscher Sprache erschien.
Er arbeitete 1842 in Dresden, wo er für das königlich-sächsische Finanzministerium Wertpapiere („Tresorscheine“) entwarf.
Im Jahre 1849 erschienen zwei seiner Werke mit den Initialbuchstaben in Holzschnitt nach dem Totentanz von Hans Holbein dem Jüngeren. 1856 erschienen Lüdels Initialen in Paris zusammen mit Léon le Maires Kopien von Simon Vostres Totentanz und Accidens de l’Homme. Dieses Buch erschien in französischer Sprache (»L’alphabet de la mort de Hans Holbein«), in Englisch (»The celebrated Hans Holbein’s alphabet of death«) und in Italienisch (»L’alfabeto della morte di Hans Holbein«). Hans Holbeins Initial-Buchstaben wurden 1911 wieder veröffentlicht.

## Veröffentlichungen
- Hans Holbein's Initial-Buchstaben mit dem Todtentanz. Dieterich, Göttingen 1849 (Digitalisat).
- Holbenii pictoris alphabetum mortis : des Malers Hans Holbein Todtentanz-Alphabet : vollständig in 24 Holzschnitten nach den Dresdener Originale zum ersten Male nachgebildet. J. M. Heberle, Köln 1849.
- Kleine Beiträge zur Kunstgeschichte. J. M. Heberle, Köln 1857 (Digitalisat).
- Des Strassburger Malers und Formschneidere Johann Wechtlin genannt Pilgrim Holzschnitte in Clairobscur, in Holz nachgeschnitten von Heinrich Lödel. Nebst Bemerkungen über die Erfindung des Clairobscur, 13 Bl. mit Text. Leipzig 1863.